# The Best of Paolo Conte
The Best of Paolo Conte es un disco de recopilación y reversiones de temas antiguos de Paolo Conte.

## Temas reinterpretados
Temas de discos anteriores fueron reinterpretados para este disco, además de Azzurro, que por primera vez aparece en una versión de Estudio
- Via con me
- Sotto la stelle del Jazz
- Boogie
- Come di
- Azzurro (primera vez en estudio)
- Gelato al limon
- Bartali
- Alla prese con una verde milonga
- Hemingway
- Genova per noi

## Temas recopilados ya editados
- Elisir
- Sparring Partner
- Happy Feet
- Gli Impermeabili
- Max
- Gong-oh
- Colleghi Trascurati
- Dragon
- Ho Ballato Di Tutto
- Quadrille